# Juan Castro (periodista)
Juan Castro (Buenos Aires, 13 de enero de 1971 - ibídem, 5 de marzo de 2004) fue un locutor, presentador, periodista y productor argentino.

## Biografía

### Niñez y juventud
Nació el miércoles 13 de enero de 1971 en el barrio de Parque Patricios junto a su hermano gemelo Mariano Ernesto Castro. Según él mismo contó en entrevistas, vivió en un monoblock hasta los 19 años, cuando pudo independizarse.[cita requerida]

### Inicios de su carrera
Comenzó en la radio, en 1987, como asistente de producción en Feedback, el programa de Mario Pergolini y Ari Paluch en Rock & Pop. Al mismo tiempo, incursionó como modelo publicitario junto a su amiga Karin Cohen.[cita requerida]
En 1988, cuando él tenía 17 años, su madre falleció de cáncer. Ese año Castro pasó a desempeñarse como productor de Malas compañías, también bajo la conducción de Pergolini en Rock & Pop.[cita requerida]
A los 18 años, finaliza sus estudios secundarios en el Colegio Sarmiento. Comienza la carrera de Locución en el Instituto Superior de Enseñanza Radiofónica (ISER). Al mismo tiempo, cursó las carreras de Traductor Público en Idioma Inglés y de Comunicación Social en la Universidad de Buenos Aires, aunque esta última no la concluyó.[cita requerida]
En diciembre de 1991, es elegido para participar en la conducción de Crema americana, programa de verano del canal América TV, junto a Ari Paluch y a su compañero de estudios Pato Galván.[cita requerida]
En 1993, ingresa en Telefe Noticias, el noticiero del canal de mayor audiencia en Argentina. Allí, realizaba notas de actualidad de cinco minutos de duración con un estilo propio que se diferenciaba claramente del resto del programa. Entre sus coberturas más destacadas, se recuerda la de la entrega de los 66.ª edición de los Premios Óscar en 1994 y la del atentado de Oklahoma City, Estados Unidos en 1995.[cita requerida]

### Conductor
Durante sus años en Telefé Noticias, conoció a Dolores Cahen D'Anvers, con quien forjó una amistad y quien lo acompañaría en su primer programa: Zoo, las fieras están sueltas, emitido entre 1997 y 1999 por América. El programa generó polémicas a lo largo de sus tres años por los temas que trataba: drogas, marginalidad, discriminación, sexualidad, entre otros. Entrevistó a Mario Firmenich, líder de Montoneros durante los años 1970; la cobertura del Love Parade en Berlín y el descubrimiento de documentación de inteligencia realizada por el gobierno de la Dictadura de 1976 contra opositores. Otra marca de Zoo fueron sus informes acerca de la lucha y prevención contra el VIH/sida y el compromiso de Castro con la causa de las Abuelas de Plaza de Mayo: la devolución de los hijos de desaparecidos nacidos en centros clandestinos de detención durante el Proceso. En el último año Dolores Cahen D'Anvers dejó el programa para conducir La Hoguera junto a Verónica Lozano y fue reemplazada por Gabriela Radice. [cita requerida]
En 2000, condujo por América el ciclo periodístico Unidos y dominados junto a Fernando Carnota, Lorena Maciel, Ricardo Ragendorfer y Marcelo Gantman. El nombre del programa estaba inspirado en una frase que pronunció Juan Domingo Perón: «El año 2000 nos encontrará unidos o dominados». Unidos y dominados se inscribía en los tópicos tradicionales del periodismo de la época: investigaciones de alto impacto, informes sobre temas judiciales, policiales y deportivos. A pesar de las buenas mediciones de audiencia, el programa duró seis meses.[cita requerida]
Concluida esa experiencia, se dedicó a la radio. Desde 1998, conducía El mañanero junto a su íntima amiga Verónica Lozano. 
En septiembre de 2001, realizó la primera de una serie de declaraciones sobre su vida que tuvieron amplia repercusión: en una entrevista en la revista mensual El Planeta Urbano admitió su homosexualidad. Días más tarde, ratificaría sus declaraciones en el programa televisivo Sábado Bus. Poco después, volvió a la televisión para conducir la versión local del reality Confianza Ciega, por lo que fue criticado por el periodismo.[cita requerida]
En 2001, comenzó un nuevo ciclo en radio Metro llamado Mix urbano, un magazín matizado con música electrónica.[cita requerida]
El 7 de marzo de 2002, en medio de una aguda crisis económica y social en Argentina, estrena el que sería su último programa: Kaos en la ciudad, con producción de Endemol. Se emitía por Canal 13 los jueves a las 23 y logró superar requerimientos muy estrictos impuestos por la emisora. Para perdurar en su programación, Kaos en la Ciudad tenía que registrar elevados niveles de audiencia. Así, las primeras cuatro emisiones fueron realizadas en forma gratuita por Castro y sus colaboradores: Martin Ciccioli, Carla Czudnowsky, Ronnie Arias y Martín Jáuregui. La primera emisión registró un promedio de 23 puntos de rating, que se mantuvo durante los dos años que el programa estuvo al aire. En reiteradas oportunidades, logró vencer en audiencia al programa cómico Videomatch que Marcelo Tinelli conducía en Telefé. La última emisión fue el 25 de diciembre de 2003, y existían proyectos para una temporada en 2004. El programa, al igual que Castro, estuvo nominado para los Premios Martín Fierro, aunque nunca le fue otorgado.[cita requerida]
A pesar del éxito profesional y del reconocimiento que le acercaban sus programas, la vida de Castro atravesaba un período de extrema dificultad. Desde adolescente lo acompañaba una adicción a la cocaína y a otras drogas, que le provocaban alucinaciones y estados de paranoia que admitiría en sucesivas entrevistas mediáticas.
El 27 de julio de 2003, debió ser internado en el sanatorio Otamendi y Miroli por un cuadro derivado de su adicción. La prensa cubrió el hecho, que fue presentado como estrés. El 7 de agosto, desde las cámaras de Kaos en la Ciudad, Castro admitió su adicción a las drogas: «estuve dando un par de vueltas por el infierno y pensaba que podía salir de ahí cuando yo quería. Sin embargo, muchas veces me descubrí a mí mismo nuevamente envuelto en las llamas», dijo. A partir de entonces, comenzó un tratamiento ambulatorio de su adicción que, a la fecha, se encuentra bajo investigación de la Justicia argentina.[cita requerida]
En febrero de 2004, retomó su actividad en Endemol, donde había sido nombrado director creativo a fines del año anterior, para preparar la temporada 2004 de su programa; llegó a grabar varios informes, el último en la tarde del 2 de marzo de 2004. Este material nunca fue emitido y se desconoce su paradero.[cita requerida] Una recaída en su adicción a la cocaína causó su internación en la clínica Santa Rosa en búsqueda de tratamiento el 21 de febrero. El 24 de febrero fue trasladado al sanatorio Otamendi para que se le practicaran análisis de rutina, tras lo cual partió a su domicilio. Una semana después, se produjeron los hechos que lo llevaron a la muerte.[cita requerida]

### Fallecimiento
A las 18:50 del martes 2 de marzo de 2004, Juan Castro cayó desde el balcón de su departamento en el primer piso de El Salvador 4753 en el barrio de Palermo (Buenos Aires).
Sufrió lesiones múltiples, siendo la más severa un traumatismo craneoencefálico grave. Ingresó en coma al hospital «Juan A. Fernández» de la Ciudad de Buenos Aires. Fue intervenido de urgencia. Permaneció internado por tres días en la unidad de terapia intensiva, y falleció a las 2:30 del 5 de marzo de 2004, debido a un paro cardíaco derivado de una falla multiorgánica, producto de un virus intrahospitalario.

## Causa judicial
El 2 de marzo de 2004 se inició la investigación judicial para tratar las causas que habrían llevado a la muerte de Castro. La causa, luego de varios años de estar caratulada como «tentativa de suicidio» y al borde de la prescripción, cambió su carátula a «homicidio culposo» debido a nuevas pruebas aportadas por Luis Pavesio, última pareja del periodista, y por otras personas de su entorno.[cita requerida]
El tratamiento psicológico al que se sometía Castro para tratar su adicción a las drogas se encontraba a noviembre de 2009 bajo investigación judicial. En octubre de 2008, una pericia realizada por el cuerpo médico forense confirmó que Castro no pereció por los golpes que sufrió en la caída del balcón, sino a causa de un «delirio agitado fatal» producido por su elevado consumo de estupefacientes. Esto motivó que la Justicia dictara, pocos días después, el procesamiento del psiquiatra, la acompañante terapéutica y demás profesionales que atendieron a Castro desde agosto de 2003 hasta su fallecimiento.
En abril de 2010, un acuerdo entre la familia del periodista y los profesionales permitió que estos últimos eviten ir a juicio oral y público a cambio de que presten servicios comunitarios.

## Trayectoria

### Radio
Rock & Pop
- Trasnoche Rock & Pop
- Cinco por uno
- Lucky American Nights
- El Mañanero

Radio Del Plata
- El Mañanero

Metro 95.1
- Mix Urbano

### Televisión
América TV
- Crema americana
- Zoo, las fieras están sueltas
- Unidos y dominados

Telefe
- Telefe noticias
- Musas

Azul TV
- Confianza ciega

El Trece
- Kaos en la ciudad

## Homenajes
En los días que siguieron a la muerte de Castro, los canales de televisión emitieron programas especiales a modo de homenaje. Canal 13 emitió, a las 23 horas del viernes 5 de marzo de 2004, el especial Juan, siempre Juan, que mezclaba imágenes de archivo con testimonios de compañeros de trabajo y amigos. Al mismo tiempo, Intrusos en el espectáculo, conducido por Jorge Rial y bajo fuerte cuestionamiento por haber difundido correspondencia privada de Castro durante su agonía, puso al aire un informe especial. El domingo 7 de marzo, América emitió Juan Castro, un buen tipo, con la conducción de Beto Casella. El domingo 26 de septiembre de 2004, la señal latina de la cadena E! Entertainment Television dedicó a Juan Castro la primera emisión de Historia verdaderas, versión en español de The E! True Hollywood Story.[cita requerida]
Los medios gráficos también dedicaron amplios espacios a su recuerdo. Las revistas del corazón, como Gente y Caras le dedicaron sus tapas durante dos semanas. Revistas de actualidad como Noticias, Debate, TXT y Veintitrés también le dedicaron sus portadas. A estos se suma la amplia cobertura realizada por diarios nacionales y locales.[cita requerida]